# Čiekurkalns
Čiekurkalns (în germană Schreienbusch) este un cartierul din Districtul Nord (Ziemeļu rajons) din Riga, capitala Letoniei. Este situat pe malul de sud-vest al lacului Ķīšezers. 
Cimitirul Pădurii din Riga se află între cartierele Mežaparks și Čiekurkalns.